# Tristan Le Govic
 (janvier 2014).
Si vous disposez d'ouvrages ou d'articles de référence ou si vous connaissez des sites web de qualité traitant du thème abordé ici, merci de compléter l'article en donnant les références utiles à sa vérifiabilité et en les liant à la section « Notes et références ».
Tristan Le Govic est un harpiste, chanteur et compositeur breton, né à Lorient en 1976. Son répertoire est constitué d'airs traditionnels des pays celtes et de compositions dans un style très moderne à la harpe celtique. Les nombreux prix et distinctions qu’il obtient au cours de ses études marquent la reconnaissance d’un talent de musicien accompli. Présent dès lors sur les scènes internationales, il est considéré par les critiques comme une figure majeure des harpistes[réf. nécessaire].

## Biographie
Originaire de Lorient en Bretagne, Tristan Le Govic découvre la harpe celtique à l'occasion du Festival interceltique de Lorient. Il commence l’apprentissage de l'instrument au Conservatoire de Musique Traditionnelle de Soye (Plœmeur) à l'âge de sept ans puis à l'ENM de Lorient, suivant les cours de Mariannig Larc'hantec. Cette attirance pour la musique ne le quittera plus. Il entre en classe d'Annie Chaylade au Conservatoire de Rennes, d'où il sort médaillé d’Or de harpe celtique ainsi qu'en musique de chambre.
En 1994 il obtient un Baccalauréat D (mathématiques et biologie) et poursuit une formation musicale à l'université Rennes 2. Il en sort diplômé en 1996 d'un DEA, après la rédaction d'un mémoire de recherche sur « Le répertoire contemporain de la harpe irlandaise ». En 1998 il obtient un Diplôme d'études musicales. Sa formation se poursuit avec un certificat de fin d'études de la classe d’écriture au Conservatoire de Nantes en 2000, un Master de Musique à Renne en 2002 puis un Diplôme d’État de professeur de musique en instrument traditionnel (Cefedem de Bretagne) en 2005 ; ses études universitaires le conduisent pendant un an en Irlande, où il parfait sa connaissance de la musique irlandaise pour harpe celtique. 
En 1996, il compose la musique de La Légende de la Mort, une pièce théâtrale de Danièle Laroche, d'après Anatole Le Braz. Sollicité pour écrire de la musique de courts métrages, il compose, en 1996, une pièce pour harpe celtique et clarinette destinée à illustrer le film documentaire Pêcher à Islande de Patrice Roturier. Puis viennent en 1997 Le Sauvetage des naufragés en baie d'Audierne pour ensemble de dix-neuf musiciens sur un film muet de 1931. En 1998, il compose La Chambre obscure pour orchestre à cordes sur un film de Pierre Saillant. Dans le cadre de sa maîtrise, il écrit Lusk pour harpe celtique, cordes et percussions. 
Il enregistre son premier album Dasson ur Galon pour harpe celtique solo en 2006 puis Awen en 2009, avant de produire Elva avec la chanteuse suédoise Lise Enochsson, le contrebassiste écossais Stuart Macpherson, le percussionniste anglais Roy Shearer, le percussionniste suédois Per Nord, et les sonneurs bretons André Le Meut (bombarde) et Pascal Lamour (biniou). 
En 2015, il joue en trio avec le contrebassiste Tangi Le Hénanff et le percussionniste Alan Quéré-Moysan avec qui il sort l'album Dañs en 2018 et auquel participe le flûtiste suédois Markus Tullberg.

## Aspect musical
C’est au cœur même de la musique, de la poésie, des légendes réelles ou fictives, aussi bien que de la nature ou des impressions quotidiennes - mais jamais anodines - qu’il puise son inspiration. Le rythme et l’harmonie sont des éléments prépondérants de sa musique. Son monde en perpétuel mouvement ouvre les portes d’une extraordinaire créativité.[non neutre]
La pureté de son jeu, sa virtuosité et son exceptionnel sens musical lui ont valu le qualificatif de magicien de la harpe. Ses concerts sont présentés comme un moment d’intense émotion. Aux yeux du public, il est un enchanteur.[réf. nécessaire]

## Distinctions
- 2007 : Lowland & Border Pipers’ society. Edimbourg, 1er prix, catégorie duo avec Jean-Luc Lefaucheur.
- 2007 : Danny Kyle Open Stage. Celtic Connections – Glasgow, nommé "Highly Recommended".
- 1999 : Concours Artistique. Epinal, 1er prix à l’unanimité avec les félicitations du jury.
- 1998 : Concours international de l'UFAM. Paris, 1er prix à l'unanimité, avec les félicitations du jury.
- 1998 : Européen de Musique. Montdidier, 1er prix à l'unanimité, avec mention spéciale du jury.
- 1995 : Kan ar Bobl. Pontivy, 1er prix à l'unanimité du jury.

## Discographie
- 2018 : Dañs (TCD04)
- 2014 : Elva (avec Lise Enochsson) (TCD03)
- 2009 : Awen (TD02)
- 2006 : Dasson ur Galon (TD01)
- 2004 : Telenn - Harpe Celtique, l’Anthologie vol.1 (Coop Breizh)

## Publications et partitions
- 2018 Tristan Le Govic, Dañs
- 2015 : Antologiezh Telenn Breizh : L'Anthologie de la Harpe Bretonne, 3 volumes (débutant, intermédiaire, avancé).
- 2010 : Ailie Robertson, Scottish Harp Anthology,  3 volumes (débutant, intermédiaire, avancé).
- 2009 : Tristan Le Govic, Awen.
- 2008 : Tristan Le Govic, Island.
- 2008 : Tristan Le Govic, Dasson ur Galon.
- 2001 : CRIHC, L’Anthologie de la Harpe, la Harpe des Celtes.